# Ємець Яків Семенович
Ємець Яків Семенович (23 жовтня 1918 — 5 листопада 2007) — український редактор, видавець. Псевдонім — Ю. Терн.

## З біографії
Народився 23 жовтня 1918 року у с. Безсали, Лохвицького повіту на Полтавщині. У 1934—1937 роках навчався в Лохвицькому педагогічному технікумі, потім — Лубенському вчительському інституті (1937—1941). Учителював, редагував газету «Вісті Лохвиччини» та літературний додаток до неї. З 1944 року у Німеччині, перебував у таборі ДП у Ганновері. У 1950 році емігрував до США. Відкрив видавництво «Батурин» і книгарню у Клівленді. У 1960-х роках переїхав до Лос-Анджелесу, працював у «Рідній школі» (1950—1971). Помер 5 листопада 2007 року у Мерседі (Каліфорнія).

## З творчого доробку
Автор брошури «Таємниці Кремля та ДПУ» (1942), статей.